# Nanterre
Nanterre (/nɑ̃tɛʁ/) è un comune francese situato nella banlieue nord-ovest di Parigi, capoluogo del dipartimento Hauts-de-Seine, nella regione dell'Île-de-France. Con i suoi 94.258 abitanti, è la seconda città più popolosa del dipartimento e la quinta della regione.

## Geografia e storia
Zona universitaria, Nanterre ospita il campus dell'Université Paris Nanterre, che conta circa 31.000 studenti. Tra i docenti che vi hanno insegnato spiccano i nomi di Paul Ricœur, Emmanuel Levinas e Jean Baudrillard. Nel maggio del 1968, la sede universitaria fu inoltre protagonista e capofila dei movimenti studenteschi del cosiddetto Maggio francese.
Nanterre è, inoltre, città natale della patrona di Parigi, santa Genoveffa. I suoi abitanti si chiamano Nanterrois /nɑ̃tɛˈʁwa/. A Nanterre si trova la sede principale del partito francese di estrema destra "Front National".

## Monumenti e luoghi d'interesse

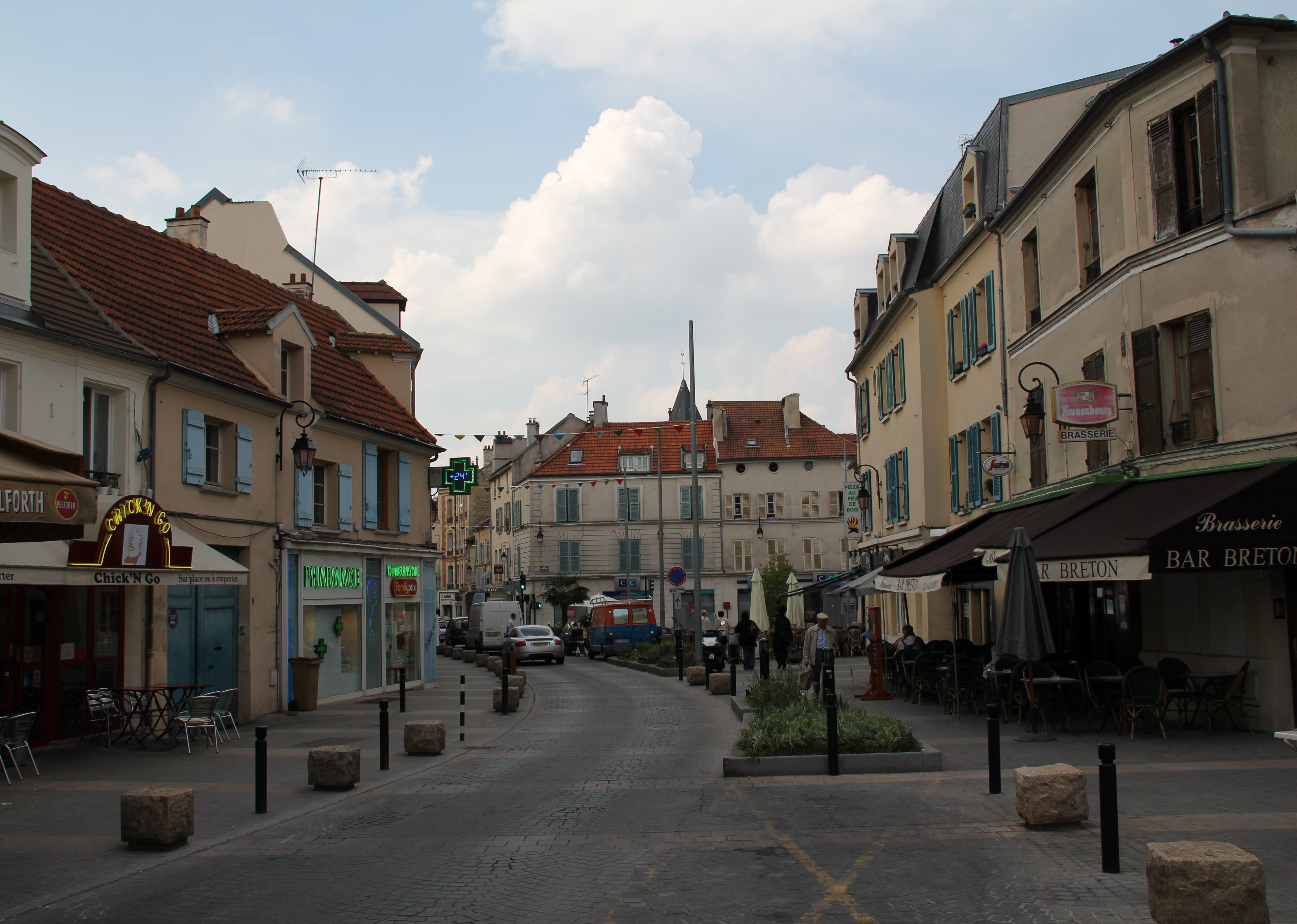
Il centro storico, quartiere Nanterre Ville

- Cattedrale di Nanterre

## Società

### Evoluzione demografica
Abitanti censiti

## Cultura

### Istruzione

#### Università

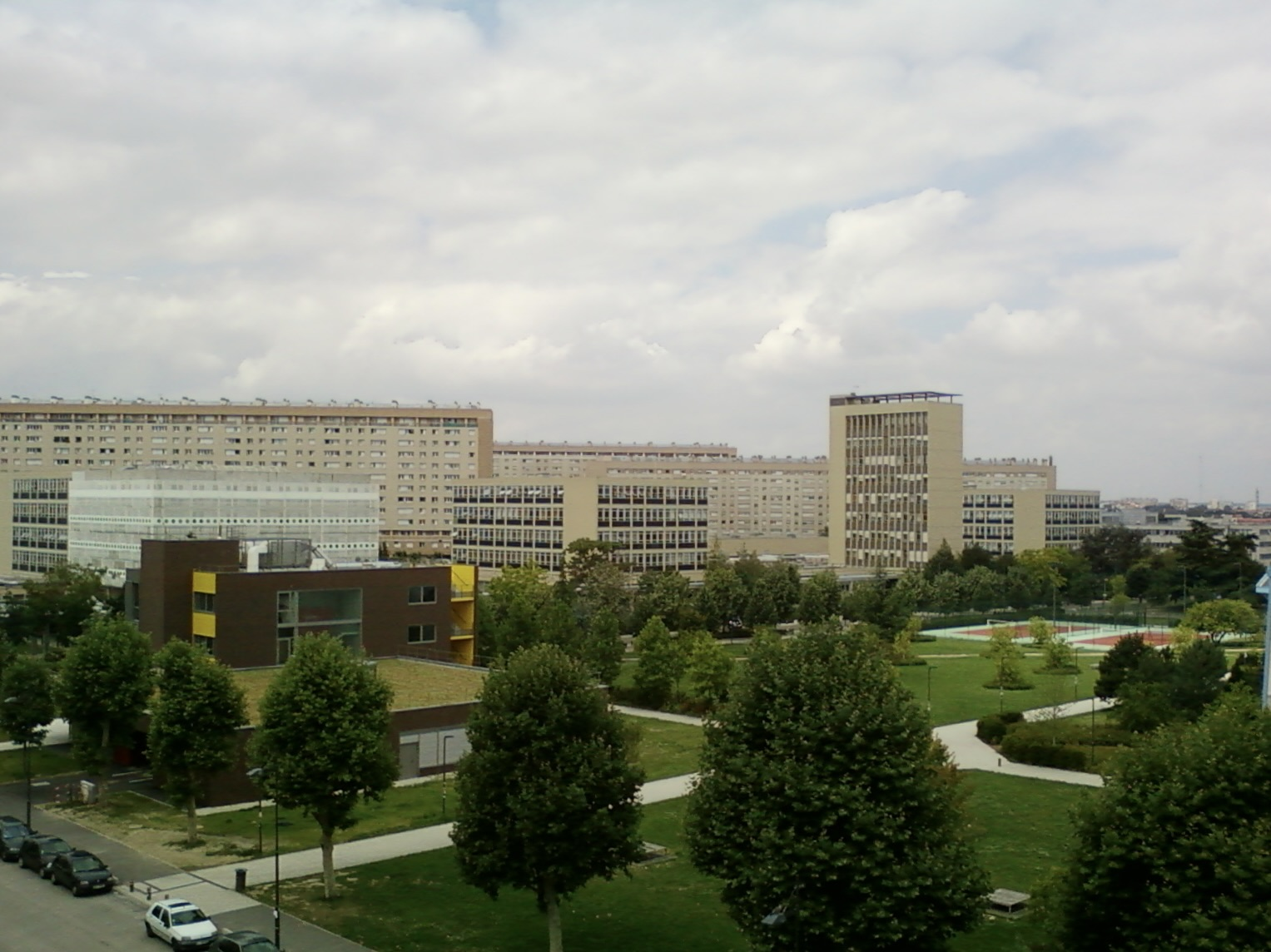
L'Université Paris Nanterre e il relativo campus

- Université Paris Nanterre

## Geografia antropica

### Cantoni
Fino alla riforma del 2014 il territorio comunale della città di Nanterre era ripartito in tre cantoni:
- Cantone di Nanterre-Nord
- Cantone di Nanterre-Sud-Est
- Cantone di Nanterre-Sud-Ovest

A seguito della riforma approvata con decreto del 26 febbraio 2014, che ha avuto attuazione dopo le elezioni dipartimentali del 2015, il territorio comunale della città di Nanterre è ripartito su due cantoni:
- Cantone di Nanterre-1: comprende parte della città di Nanterre
- Cantone di Nanterre-2: comprende parte della città di Nanterre e il comune di Suresnes

## Amministrazione

### Gemellaggi
- Craiova[3]
- Velikij Novgorod
- Pesaro, dal marzo 1969
- Tlemcen
- Watford
- Žilina

## Infrastrutture e trasporti
La città è servita dalla stazione della Défense, nodo dei trasporti della zona servito dalla linea RER A, dalla Linea L del Transilien, dalla Linea 2 della rete tranviaria dell'Île-de-France e da diversi bus RATP. La città è servita inoltre dalle stazioni di Nanterre-Préfecture, Nanterre-Université e Nanterre-Ville.